# Кростау
Кростау (њем. Crostau) општина је у њемачкој савезној држави Саксонија. Једно је од 63 општинска средишта округа Бауцен. Према процјени из 2010. у општини је живјело 1.627 становника. Посједује регионалну шифру (AGS) 14625070.

## Географски и демографски подаци
Кростау се налази у савезној држави Саксонија у округу Бауцен. Општина се налази на надморској висини од 363 метра. Површина општине износи 9,3 km². У самом мјесту је, према процјени из 2010. године, живјело 1.627 становника. Просјечна густина становништва износи 174 становника/km².